# Tatort: Nachtfrost
Nachtfrost ist ein im Februar 1972 gedrehter Fernsehfilm aus der Fernseh-Kriminalreihe Tatort der ARD und des ORF. Der Film wurde vom NDR produziert und am 20. Januar 1974 zum ersten Mal gesendet. Er ist die 36. Folge der Tatort-Reihe, der vierte Fall für Kommissar Finke.

## Handlung
In der Kieler Seiboldstraße, in einem tristen Wohn- und Lagerhaus wird die junge Renate Plikat in einem Appartement tot aufgefunden. Sie wurde zwei bis drei Tage zuvor von hinten erschlagen. Der Hausverwalter und die Nachmieter der Wohnung haben sie bei der beabsichtigten Wohnungsübergabe entdeckt. Der Hausmeister sagt aus, dass Plikat seit einem Jahr in dem Appartement wohnte. Ihr Stiefvater hat sie vor wenigen Tagen als vermisst gemeldet. Kurz vor ihrem Tod hatte sie noch 20.000 DM von der Bank abgehoben. In einem vorgefundenen Notizbuch finden sich ausschließlich Kontaktdaten von Männern und eine Callgirl-Anzeige aus einer Zeitung. Herr Miesbach, der seinen Kiosk gegenüber dem Appartement von Renate Plikat hat, bestätigt, dass in Plikats Wohnung des Öfteren verschiedene Männer ein- und ausgingen.
Kommissar Finke informiert den Stiefvater der jungen Frau. Der ist bestürzt und überrascht über die Zweitwohnung, von der er nichts wusste. Ebenso wusste er nichts von den 20.000 DM, die aus dem Appartement verschwunden sind. Er gibt an, dass seine Stieftochter als Verkäuferin in einer Boutique gearbeitet hat, von ihren Aktivitäten als Callgirl hatte er keine Ahnung. Der Inhaber der Boutique sagt aus, dass Renate Plikat dort nicht Verkäuferin, sondern Geschäftsführerin gewesen ist. Ihre Arbeitskollegin sagt aus, dass Plikat früher mit Bertram Schaarf befreundet gewesen sei. Sie habe auch beabsichtigt, eine eigene Boutique in Hamburg zu kaufen. Schipka, der Verkäufer dieser Boutique, habe vor einer Stunde angerufen, er warte auf Plikat in einem Lokal. Finkes Assistent Franke und seine Kollegin Scheffler identifizieren Schipka und bitten ihn in Plikats Appartement.
Finke sucht den Schüler Bertram Schaarf auf. Er berichtet von seinem vorletzten Treffen mit ihr, bei dem sie sich von ihm trennen wollte. Danach habe er sie noch einmal aufgesucht, um sie umzustimmen. In ihrem Appartement wäre er nie gewesen. Von ihrer Tätigkeit habe er erst nach Renates Tod von seiner Mutter erfahren.
Finkes Kollegen machen weitere Freier von Renate ausfindig, wobei sich weder durch die Freier noch durch die in der Wohnung gefundenen Gegenstände eine brauchbare Spur ergibt. Unterdessen befragt Finke auch den Vater ihres Ex-Freundes. Dieser kannte Renate von ihren Besuchen in seinem Hause, war aber ebenso wie seine Frau der Auffassung, dass Renate unter dem Niveau ihres Sohnes lag. Finke und Kollege Franke treffen sich mit einem Mann vom Gesundheitsamt. Dort müssen die Prostituierten registriert sein. Durch einen anonymen Anruf war das Gesundheitsamt auf Renate Plikat aufmerksam geworden. Sie war nicht registriert und versuchte, ihre Tätigkeit zu verschleiern. Finke und Franke begleiten den Mann ins Rotlichtviertel. In einer Kneipe finden sie einen Zeitungsausschnitt mit Plikats Annonce.
Franke sucht den Zuhälter Heiko Schulz auf, von dem die Polizei wegen der gefundenen Annonce vermutet, dass er der Zuhälter von Renate Plikat werden wollte und sie kontaktiert hat. Er schlägt Franke nieder und kann fliehen. Finke sucht Herrn Schaarf, Bertrams Vater, auf, weil er aufgrund einer Personenbeschreibung vermutet, dass er ein Freier von Renate Plikat war. Schaarf gibt zu bei ihr gewesen zu sein, gibt aber an, dass er sie gebeten habe, mit Bertram zumindest bis zum Abitur weiter zusammenzubleiben, da dieser in der Schule schon einen totalen Leistungsabfall gezeigt hätte. Finke fragt nach Bertram, dieser ist aber nicht zu Hause. Finke hat herausgefunden, dass Bertram falsche Angaben über seinen Verbleib am Todestag von Plikat gemacht hat, obwohl er ein korrektes Alibi hat. Der Polizei gelingt es derweil, Schulz zu stellen. Als Finke sich von Schaarf verabschiedet, kommt Hermes, ein Freund von Schaarf, vorbei. Finke kehrt aufs Präsidium zurück, wo Schulz vernommen wird. Seinen Sportwagen hat er mit 20 1.000-DM-Scheinen bezahlt, es könnten die von Renate Plikat sein. Kioskbesitzer Miesbach kann Bertram Schaarf identifizieren und aussagen, dass dieser öfter bei Plikat zu Besuch war, also hat er auch in diesem Punkt gelogen. Bertram hatte Plikat öfter aufgelauert und sie bedrängt. Miesbach erkennt ferner Schulz wieder, dieser sei öfter bei ihr gewesen. Auch an dem Freitag, an dem sie ermordet wurde, war Schulz bei ihr. Vorher hatte sie jedoch mit einem jungen Mann das Haus verlassen, dies sei jedoch nicht Bertram gewesen.
Finke befragt Bertram, warum er ihn belogen habe, doch aus diesem ist nichts herauszubekommen. Schulz bestreitet unterdessen, dass er mit Renate Plikat ins Geschäft habe kommen wollen, er wollte sie lediglich darauf drängen, sich registrieren zu lassen. Ferner bestreitet er, ihr das Geld gestohlen zu haben. Kioskbetreiber Miesbach ruft bei der Polizei wegen eines Zeitungsartikels über den Stiefvater der Ermordeten an. Er ist verwundert, dass der Stiefvater „erschüttert“ über das Doppelleben seiner Stieftochter gewesen sei, denn er sei ja mehrmals zu dem fraglichen Gebäude gefahren. Der Stiefvater kann allerdings beweisen, dass er beruflich wegen seiner Druckerei dort war, um nebenan Druckereiprodukte abzuliefern. Er kann glaubhaft versichern, dass dies ein Zufall war und er nicht wusste, dass dort seine Stieftochter wohnte und welcher Tätigkeit sie dort nachging.
Franke kann vermelden, dass Heiko Schulz den Einbruch und den Diebstahl des Geldes gestanden hat, den Mord bestreitet er aber weiterhin. Finke hat herausgefunden, dass in dem Gebäude das Wasser von halb vier bis halb fünf abgestellt war, wegen eines durch Nachtfrost bedingten Rohrbruchs. Da man die Leiche bei laufendem Wasserhahn in der Wohnung vorgefunden hatte, schließt Finke, dass sie den Wasserhahn offen gelassen hatte, um zu bemerken, wann das Wasser wieder zur Verfügung steht und sie Kaffee kochen konnte. Sie konnte sich aber keinen Kaffee mehr kochen. Sie müsste sich, bis sie um sechs Uhr das Haus verließ, noch anderthalb Stunden in der Wohnung aufgehalten haben, ohne den Wasserhahn wieder zuzudrehen. Finke sieht sich noch einmal den Schrank von Renate Pikat in der Boutique an. Er findet heraus, dass Pikats Arbeitskollegin Monika ihn belogen und ihm den falschen Schrank, nämlich den ihren, gezeigt hat. Monika bestreitet, jemals in der Wohnung von Renate Pikat gewesen zu sein, der Kioskbesitzer bestätigte jedoch, dass sie das Mädchen gewesen sein könnte, das um sechs Uhr die Wohnung verlassen hat; er hatte Renate Pikat aufgrund der Dunkelheit nicht eindeutig identifizieren können. Monika bricht in Tränen aus und berichtet, Renate hätte ihr erlaubt, die Wohnung zu benutzen, wenn sie nicht da gewesen sei. Sie sei mit ihrem Freund Horst am Freitag in der Wohnung gewesen und hätten dort die Leiche gefunden. Daraufhin seien sie aus der Wohnung geflohen. Sie hätten Angst gehabt, der Polizei hätte sie nichts erzählt, damit ihre Eltern nichts von ihr und ihrem Freund erfahren.
Heiko Schulz gibt zu, dass er um halb sieben in die Wohnung eingebrochen ist. Das Radio lief und der Wasserhahn lief. Fest steht somit, dass sie ermordet wurde, als der Wasserhahn nicht lief, also vor halb fünf. Bertrams Mutter eröffnet Bertram, dass sein Vater an dem Tag bei Renate gewesen ist, um sie umzustimmen. Bertram läuft daraufhin verstört von Zuhause weg. Herr Schaarf erzählt seiner Frau, dass sein Freund Hermes ihm von Plikats Tätigkeit als Prostituierte erzählt hätte. Er hat daraufhin seinen Sohn Bertram mit 100 DM zu Plikat geschickt, damit er einsieht, dass es keinen Sinn hat, Tränen für eine Prostituierte zu vergießen. Frau Schaarf ist schockiert. Finke taucht bei den Schaarfs auf, weil er Bertram sucht. Die Polizei umstellt den Wald. Bertram verschanzt sich im Wald, seine Mutter versucht per Lautsprecher, ihn zur Aufgabe zu bewegen, ebenso sein Vater. Die Situation bleibt angespannt bis zum nächsten Morgen. Dann geht die Polizei in den Wald hinein. Bertram hat ein Gewehr und eröffnet das Feuer auf seinen Vater, zum Glück verletzt er niemanden. Er ruft, dass er dort gewesen ist, Renate Plikat aber nicht mal für Geld mit ihm schlafen wollte. Daraufhin hat er sie umgebracht. Kurz darauf stürzt er vom Baum, er überlebt, ist aber schwer verletzt.

## Hintergrund
Der Film wurde im Februar 1972 überwiegend in Kiel und Umgebung sowie im niedersächsischen Jesteburg (30 km südlich von Hamburg) gedreht. In Jesteburg entstanden die Szenen im Wald, an der Villa der Schaarfs und an dem Wohnhaus bzw. der Druckerei von Renates Stiefeltern. Eine Szene wurde beim Torbogen des Krankenhauses Heidberg in Hamburg-Langenhorn gedreht, das mittlerweile zur Asklepios Klinik Nord gehört.
Nachtfrost ist Finkes erster Fall ohne seinen Assistenten Jessner, gespielt von Wolf Roth, der allerdings in der Folge Kurzschluß noch einmal dabei ist. Stattdessen ist Franke sein Assistent, gespielt von Hans Peter Korff, der wenige Jahre später als Berliner Ermittler Behnke zwei Fälle löste. Franke ist in Reifezeugnis noch einmal Finkes Assistent, dann allerdings gespielt von Rüdiger Kirschstein. Nachtfrost hatte mit 76 % die höchste Sehbeteiligung aller gezeigten Tatort-Filme bei der Erstsendung.